# Клейбанова Аліса Михайлівна
Аліса Михайлівна Клейбанова (рос. Алиса Михайловна Клейбанова, 15 липня 1989) — російська тенісистка.
Клейбанова почала кар'єру професійної тенісистки у 2003. Вона виграла свій перший турнір ITF. Відтоді вона поступово підіймається у рейтингу, досягнувши першої двадцядки в лютому 2011.
Весною 2011 у Клейбанової виявили лімфогранулематоз, і вона пропустила другу половину сезону, відновивши виступи тільки весною 2012 після успішного лікування.